# Pales nefaria
Pales nefaria là một loài ruồi trong họ Tachinidae.